# Ingvild Stensland
Ingvild Stensland (ur. 3 sierpnia 1981 we Farsund) – norweska piłkarka grająca na pozycji pomocnika, zawodniczka Olympique Lyon (wcześniej Kopparbergs/Göteborg FC) i reprezentacji Norwegii, wicemistrzyni Europy z 2005, uczestniczka Mistrzostw Europy 2009, a także Mistrzostw Świata 2007 rozegranych w Chinach, gdzie Norwegia zajęła IV miejsce. Uczestniczyła też w turnieju olimpijskim w Pekinie (2008).